# José Tadeo Monagas
Pour les articles homonymes, voir Monagas.
 (octobre 2015).
Si vous disposez d'ouvrages ou d'articles de référence ou si vous connaissez des sites web de qualité traitant du thème abordé ici, merci de compléter l'article en donnant les références utiles à sa vérifiabilité et en les liant à la section « Notes et références ».
José Tadeo Monagas Burgos est né le 28 octobre 1784 à Amana de Tamarindo au Venezuela, et est mort le 11 novembre 1868 à El Valle, Caracas au Venezuela, est un homme d'État. Il est général durant la guerre d'indépendance et président du Venezuela. Son père était Francisco José Monagas et sa mère Perfecta Burgos.

## L'indépendance (1810-1821)
Monagas combattit contre les Espagnols aux batailles de Bocas del Pao (1813), Maturín (1813), Carabobo (1814), Maturín (1814), el Alacrán (1816), el Juncal (1816), Barcelona (1816), Cantaura (1819), Santa Clara (1820), Güere (1820) et Quiamare (1820). Plus tard
Monagas est nommé préfet de Barcelona, commandant militaire de Barcelona et commandant militaire du département de l'Orénoque (État de Bolívar) par Simón Bolívar. 

## Monagas président (1847-1851, 1855-1858)
Monagas est nommé président du Venezuela par le congrès en 1847. En 1854, Monagas est promu général en chef par le congrès. 
Monagas est élu président du Venezuela par le congrès en 1855, mais il renonce à la présidence en 1858.

## La mort de Monagas
José Tadeo Monagas meurt le 11 novembre 1868. Son corps est enterré au Panthéon national.

## La famille
Monagas a eu pour frères et sœurs :
- Maria Celestina
- María Eufemia
- José Gregorio (° 4 mai 1795, † 15 juillet 1858), président du Venezuela (1851 ; 1854)
- María de los Reyes
- Antonio Gerardo
- Francisco José († 1860)
- María Rosaura
- José Baltazar
- Pacífico
- Petronila Antonia

Monagas s'est marié avec Luisa Oriach Ladrón de Guevara (° 6 november 1801) qui lui donna neuf enfants :
- Clara Antonia (° 1824)
- José Tadeo (° 1828)
- Ruperto Ascensión (° 1830)
- José Ruperto (° 1831, † 1880), président du Venezuela (1869; 1870)
- Maria Iginia (° 1833)
- Celestina (° 1833)
- Luisa Teresa (° 1834)
- Simón Antonio (° 1839)
- Pacífico (° 1840)

## Hommages
Pour lui rendre hommage, on donna le nom de Monagas à un État du Venezuela (État de Monagas, Capitale: Maturín), à une municipalité de l'État de Anzoátegui (municipalité de Monagas, chef-lieu : San Diego de Cabrutica), à un aéroport du Maturín (aéroport international José Tadeo Monagas), à une décoration de l'État de Monagas (Orden José Tadeo Monagas), à des places et des rues.